# 李竹平
李竹平（1912年—1992年），男，江苏涟水人，中华人民共和国政治人物，曾任中华人民共和国纺织工业部副部长、党组副书记。